# Banksia praemorsa
La ipecacuana antípoda (Banksia praemorsa) es una especie de planta en el género de plantas del género Banksia.

## Taxonomía
Banksia praemorsa fue descrito por Henry Charles Andrews y publicado en Botanist's Repository, for new, and rare plants 4: t. 258 1802.
Etimología
Banksia: nombre genérico que fue otorgado en honor del botánico inglés Sir Joseph Banks, quien colectó el primer espécimen de Banksia en 1770, durante la primera expedición de James Cook.
Sinonimia
- Banksia marcescens R.Br.[1]